# Viața-n pușcărie
Viața-n pușcărie (în engleză Life) este un film de comedie american din 1999, regizat de Ted Demme și avându-i în rolurile principale pe Eddie Murphy și Martin Lawrence. Din distribuție au mai făcut parte Obba Babatundé, Bernie Mac, Anthony Anderson, Miguel A. Núñez Jr. și Bokeem Woodbine. Filmul prezintă o poveste relatată de un pușcăriaș bătrân (Babatundé) despre doi camarazi (Murphy și Lawrence), care sunt amândoi condamnați din greșeală pentru crimă la închisoare pe viață.
Până în 2012, el a rămas ultimul film evaluat R în care a jucat Eddie Murphy.

## Rezumat
Filmul începe cu un deținut în vârstă pe nume Willie Long (Obba Babatundé) participând la înmormântarea a doi prieteni care muriseră recent într-un incendiu care a avut loc la infirmeria închisorii. El începe să le povestească celor doi tineri condamnați care o făceau pe groparii (Heavy D și Bonz Malone) povestea vieții celor doi camarazi morți.
Ray Gibson (Eddie Murphy) și Claude Banks (Martin Lawrence) sunt doi locuitori din New York-ul anului 1932, care provin din lumi diferite. Ray este un escroc și un hoț mic, în timp ce Claude tocmai a obținut un loc de muncă la o bancă,încercând să-și facă o carieră. Ei se află la clubul Spanky's atunci când Ray îl alege pe Claude ca țintă de buzunăreală. mai târziu, amândoi sfârțesc prin a intra în datorii față de proprietarul clubului, un cămătar pe nume "Spanky" (Rick James). Ray îl convinge pe cămătar să-l elibereze pe el și pe Claude pentru a face o afacere de contrabandă și a-și plăti astfel datoriile.
Ei merg în statul Mississippi unde achiziționează câteva lăzi de alcool de contrabandă, cu scopul de a-l vinde la New York. Din păcate, înainte de a ajunge din nou la New York, un om pe nume Winston Hancock (Clarence Williams III), care-l înșelase mai devreme pei Ray la un joc de cărți, este ucis de șerif. Printr-o neînțelegere (și cu complicitatea șerifului), Ray și Claude sunt acuzați de crimă și condamnați la închisoare pe viață. Ei sunt trimiși la o tabără de muncă numită "Lagărul 8", situat în Penitenciarul de stat Mississippi.
La început, Claude încearcă să iasă singur din închisoare în mod legal spunându-i prietenei sale, Daisy, să-l roage pe vărul său avocat Melvin să depună un recurs în numele său. Mai târziu, Claude primește o scrisoare de la Melvin în care scrie că recursul a fost respins și că Daisy l-a părăsit pe Claude pentru Melvin, cei doi urmând să se căsătorească. Pierzând orice șansă de a fi eliberat, Claude apelează la Ray, care pretinde că are un plan de evadare.
Ray și Claude fac mai multe încercări de a evada din închisoare. La început, ei încearcă pur și simplu să fugă pe jos în mijlocul nopții, dar sunt prinși și condamnați la o săptămână în regim de izolare.
Prin 1944, în timpul celui de-al doilea război mondial, ei întâlnesc un deținut mut numit "Can't-Get-Right" (Woodbine), care se întâmplă să fie un talentat jucător de baseball. El este observat de un căutător de talente pentru Liga de Negri, care afirmă că-l poate scoate din închisoare pentru a juca baseball. Văzând acest lucru ca pe o oportunitate de a ieși din închisoare, Ray și Claude îl roagă pe căutătorul de talente să pună un cuvânt bun pentru ei. Cu o lună înainte de eliberarea sa, un deținut homosexual, Biscuit (Miguel A. Nuñez), se sinucide prin trecerea în mod deliberat peste "linia de tragere", determinându-l pe un gardian să-l împuște. După ce "Can't-Get-Right" este eliberat pentru a juca baseball pentru Pittsburgh Crawfords, Ray încearcă un alt plan de evacuare (și anume, deturnarea unui mic avion Stearman într-o încercare comică de a zbura înapoi la New York), dar Claude nu vrea să ia parte la ea, supărat de faptul că "Can't-Get-Right" a fost eliberat singur. Claude renunță la încercarea de a evada și acceptă faptul că va muri în închisoare. Acest lucru conduce la o ceartă, făcând ca Ray și Claude să nu-și mai vorbească ani de zile. În timpul discuției, se dezvăluie faptul că tatăl lui Ray a fost trimis într-o astfel de tabără și s-a spânzurat de disperare. Ca urmare a faptului că Ray și Claude nu-și mai vorbesc, Lagărul 8 devine "un pic mai greu și mai rece" și în cursul a 28 de ani (1944-1972), toți deținuții care au fost prieteni cu Ray și Claude sunt eliberați sau mor în închisoare.
Mulți ani mai târziu, în 1972, Ray și Claude sunt acum în vârstă și sunt trimiși să trăiască și să lucreze la conacul superintendentului Dexter Wilkins (Ned Beatty). Claude primește sarcina de a conduce mașina superintendentului Wilkins pentru a-l aduce pe noul superintendent (R. Lee Ermey), care se întâmplă să fie nimeni altul decât șeriful Warren Pike, omul care i-a trimis în închisoare cu 40 de ani mai devreme.
În timp ce se aflau la o vânătoare, Ray îl vede pe Pike scoțându-și ceasul de buzunar și își dă seama că acesta era al tatălui său, ceas care îi fusese luat cu 40 de ani mai devreme. Ray se confruntă cu Pike, apucă o pușcă și-l acuză de uciderea lui Hancock. Când Wilkins întreabă dacă acest lucru este adevărat, Pike se laudă că nu numai că a comis crima, dar i-a trimis la închisoare pe Ray și Claude, declarând că "statul Mississippi a primit 40 de ani de muncă ieftină". Înfuriați, Claude și Ray încep să se lupte pentru armă, amândoi dorind să-l împuște. Pike încearcă să-i omoare cu un pistol ascuns, dar este împușcat și ucis de către Wilkins, care acum își dă seama că Ray și Claude sunt nevinovați. El le spune lui Ray și Claude că intenționează să facă o cerere de grațiere pentru cei doi, dar moare în urma unui atac de cord în baie în noaptea următoare.
În 1997 (prezent), Ray și Claude sunt acum foarte în vârstă și trăiesc în infirmeria închisorii. Ei își dau seama că de acum singura modalitate prin care vor părăsi vreodată închisoare este atunci când vor muri. Mai târziu, în timp ce juca poker cu Willie și cu alți deținuți, Claude îi spune lui Ray de un plan de evadare pe care l-a gândit, și după o ceartă scurtă, Ray îl urmează pe Claude pentru a auzi planul. În acea noapte, infirmeria ia foc și toată lumea iese afară, cu excepția lui Claude. Când Willie îi spune lui Ray că Claude a rămas în interior, Ray se întoarce pentru a-l salva. Intrarea se prăbușește apoi în spatele lui și toată lumea presupune că a murit.
În ziua de azi, Willie își încheie povestea și cei două lucrători sunt îndurerați de poveste, dar el le spune că focul făcea parte din planul gândit de Ray și Claude. Cele două cadavre îngropate, probabil ale lui Ray și Claude, au fost luate, de fapt, de la morgă, iar Ray și Claude au planificat să scape de incendiu și de închisoare ascunzându-se pe autospecialele de stins incendii care plecau. Când muncitorii întreabă de ce planul nu a funcționat, Willie le spune că el "nu a spus niciodată că planul nu a funcționat". Willie râde și fumează o țigară, în timp ce deținuții își dau seama că trupurile îngropate nu sunt cele ale lui Ray și Claude.
Filmul se încheie cu Ray și Claude, înapoi în New York, la un joc de baseball al lui New York Yankees, făcând ceea ce au făcut mereu: certându-se. Filmul se încheie cu dezvăluirea faptului că cei doi trăiesc acum în Harlem împreună.

## Distribuție
- Eddie Murphy - Rayford Gibson
- Martin Lawrence - Claude Banks
- Obba Babatundé - Willie Long
- Nick Cassavetes - sergentul Dillard
- Anthony Anderson - Cookie
- Bernie Mac - Jangle Leg
- Miguel A. Núñez Jr. - Biscuit
- Brent Jennings - Hoppin' Bob
- Bokeem Woodbine - Can't Get Right
- Guy Torry - Radio
- Barry Shabaka Henley - Pokerface
- Sanaa Lathan - Daisy
- Ned Beatty - Dexter Wilkins
- Michael Taliferro - Goldmouth
- O'Neal Compton - superintendentul Abernathy
- Noah Emmerich - Stan Blocker
- Rick James - Spanky
- R. Lee Ermey - bătrânul șerif Pike
- Ned Vaughn - tânărul șerif Pike
- Clarence Williams III - Winston Hancock
- Heavy D - Leon
- Bonz Malone - Jake
- Lisa Nicole Carson - Sylvia
- Poppy Montgomery - bătrâna Mae Rose

## Lansare
Viața-n pușcărie a fost lansat în aprilie 1999 și a adus încasări de peste 73 de milioane $ la box office  (la un buget estimat de 80 milioane de dolari). K-Ci & JoJo au cântat tema muzicală a filmului, care a fost intitulată "Life", dar cântecul "Fortunate" al lui Maxwell a atras cea mai mare atenție și a primit mai multe premii și nominalizări. 

## Recepție
Filmul a primit recenzii mixte din partea criticilor. El are un rating de aprobare de 50% pe situl Rotten Tomatoes din partea comentatorilor.

## Morți și eliberați
Aceasta este o listă a colegilor de pușcărie care au murit sau au fost eliberați.
Eliberați
- Pokerface (Barry Shabaka Henley)
- Cookie (Anthony Anderson)

Morți
- Jangle Leg (Bernie Mac)
- Goldmouth (Michael Taliferro)
- Radio (Guy Torry)
- Hoppin' Bob (Brent Jennings)
- Biscuit - a provocat propria sa împușcare (Miguel A. Núñez, Jr.)

## Locație
Chiar dacă acțiunea din Viața-n pușcărie are loc în statul Mississippi, Viața-n pușcărie a fost filmat în California; locațiile de filmare includ Locke, California, Los Angeles, California, Downey, California și Sacramento, California. Porțiuni din film au fost turnate la o fabrică de apărare Rockwell din California.

## Premii și nominalizări
- Premiile Oscar
  - nominalizat pentru cel mai bun machiaj (2000)
- Premiul NAACP Image
  - nominalizat pentru cel mai bun film (2000)
- Premiile BMI Film & TV
  - (câștigător) la categoria cea mai cântată melodie dintr-un film (2000)
- Premiile Blockbuster Entertainment
  - nominalizat cu Eddie Murphy pentru echipa de comedie favorită (2000)
  - nominalizat pentru cântecul favorit dintr-un film (Fortunate)